# Corbula nipponica
Corbula nipponica is een tweekleppigensoort uit de familie van de Corbulidae. De wetenschappelijke naam van de soort is voor het eerst geldig gepubliceerd in 1961 door Habe.